# A prova di errore (film 2000)
A prova di errore (Fail Safe) è un film per la televisione statunitense del 2000 diretto da Stephen Frears. La pellicola, basata sul romanzo omonimo di Eugene Burdick e Harvey Wheeler, è stata originariamente trasmessa negli Stati Uniti da CBS il 9 aprile 2000. Il libro era già stato trasposto in un'omonima pellicola da Sidney Lumet nel 1964.

## Trama
Nel contesto degli anni della guerra fredda, durante una normale operazione di sorveglianza dello spazio aereo nell'Artico, viene avvistato un oggetto volante sconosciuto, che successivamente si rivela essere un aereo civile fuori rotta. A seguito di un tragico errore dovuto a un ricevitore difettoso, alcuni bombardieri americani vengono incaricati di lanciare bombe nucleari su Mosca.
Quando il Presidente degli Stati Uniti viene informato di questa situazione, cerca disperatamente di contattare i piloti per fermarli, ma i suoi sforzi sono inutili. Di fronte all'inevitabile, il Presidente decide di chiamare il leader dell'Unione Sovietica per avvertirlo di evacuare la città. I russi tentano senza successo di abbattere gli aerei, e alla fine Mosca viene completamente distrutta. Come atto di "rappresaglia" per la devastazione inflitta al nemico, gli Stati Uniti decidono di bombardare New York, in una drammatica escalation nella tensione tra le due superpotenze.

## Produzione
Il film è realizzato in presa diretta, completamente in bianco e nero ed è stato il primo lungometraggio trasmesso in diretta dalla CBS dopo 39 anni.

## Accoglienza

### Critica
Secondo fantafilm, si tratta di un "robusto remake [...], realizzato in presa diretta per il piccolo schermo. Fotografato in un austero bianco e nero e sostenuto da un ottimo cast", anche se "l'impatto emotivo e l'originalità [...] appaiono - per le mutate condizioni dello scenario politico internazionale - piuttosto datate e certamente inferiori all'originale".